# 果丹皮

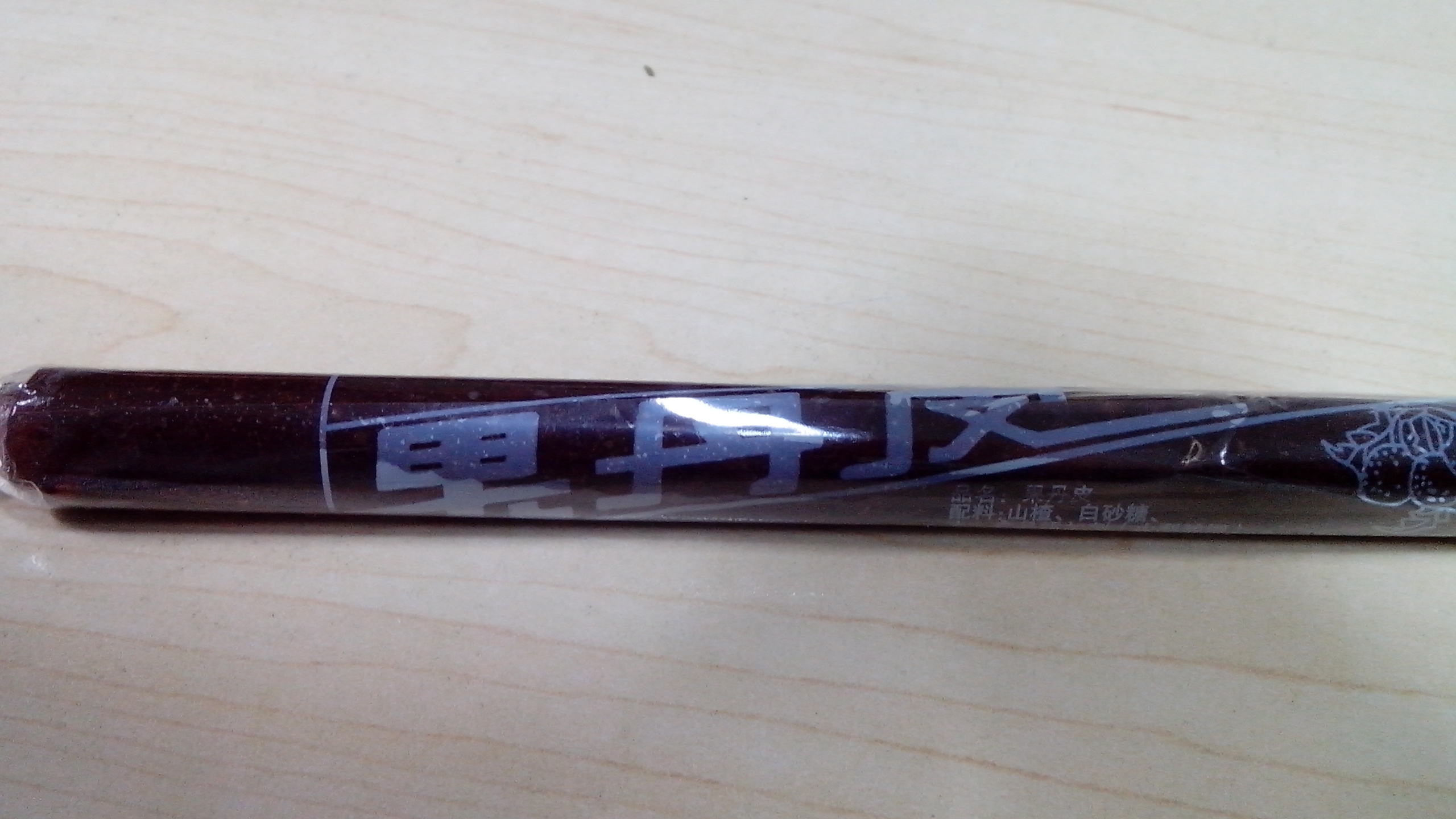
果丹皮

果丹皮，传统上写作果单皮，為山楂的果膠製成的卷。口味酸甜、有助消化，有嚼劲。
果单皮曾名为果子单，果丹皮的写法是近年常见的。:131清代甘肃地区即产果单皮。:491据记载明代兰州地区以赤柰制造果单:229，而非使用山楂。

## 健康問題
新鮮的山楂，可有降血脂血壓的功效，但果丹皮加入大量糖製成，並沒有消滯功效。